# Царь-дуб
Царь-дуб — название деревьев в ряде местностей Европы, в каждой из которых он считается старейшим деревом.

## Пожежинский Царь-дуб

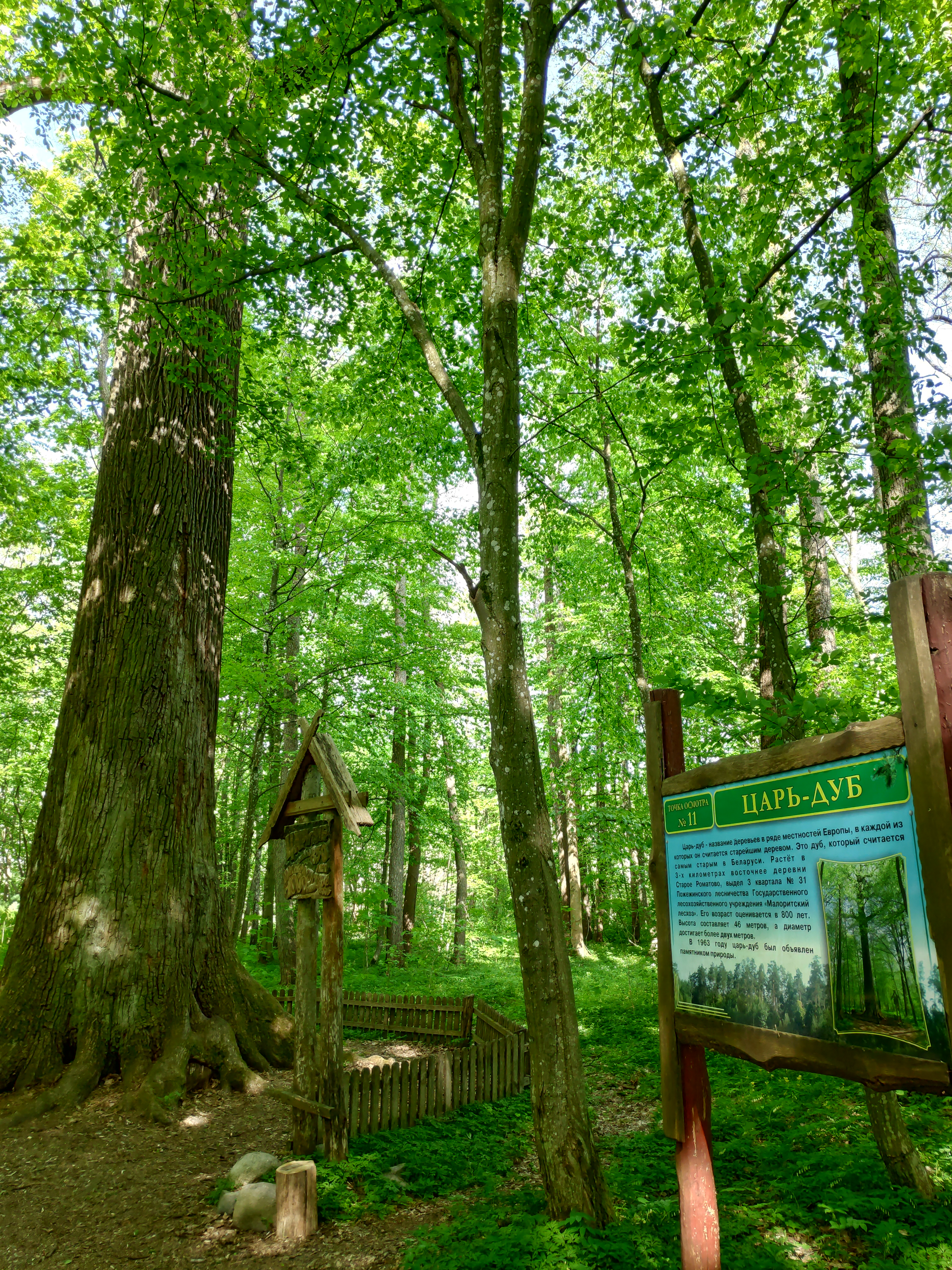
Царь-дуб близ деревни Старое Роматово, Белоруссия

Это дуб, считающийся самым старым в Белоруссии.
Растёт в 3 километрах восточнее деревни Старое Роматово, выдел 3 квартала № 31 Пожежинского лесничества Государственного лесохозяйственного учреждения «Малоритский лесхоз». Внушительные параметры позволяли предполагать, что дереву не менее 800 лет. Инструментальные измерения возраста в 2017 году развеяли эту легенду. Установлено, что Царь-дубу «Пожежинскому» 380 лет. Но, при этом, статус старейшего дерева за ним сохранился. Высота составляет 46 метров, а диаметр достигает более двух метров. В 1963 году царь-дуб был объявлен памятником природы.

## Польский Царь-дуб

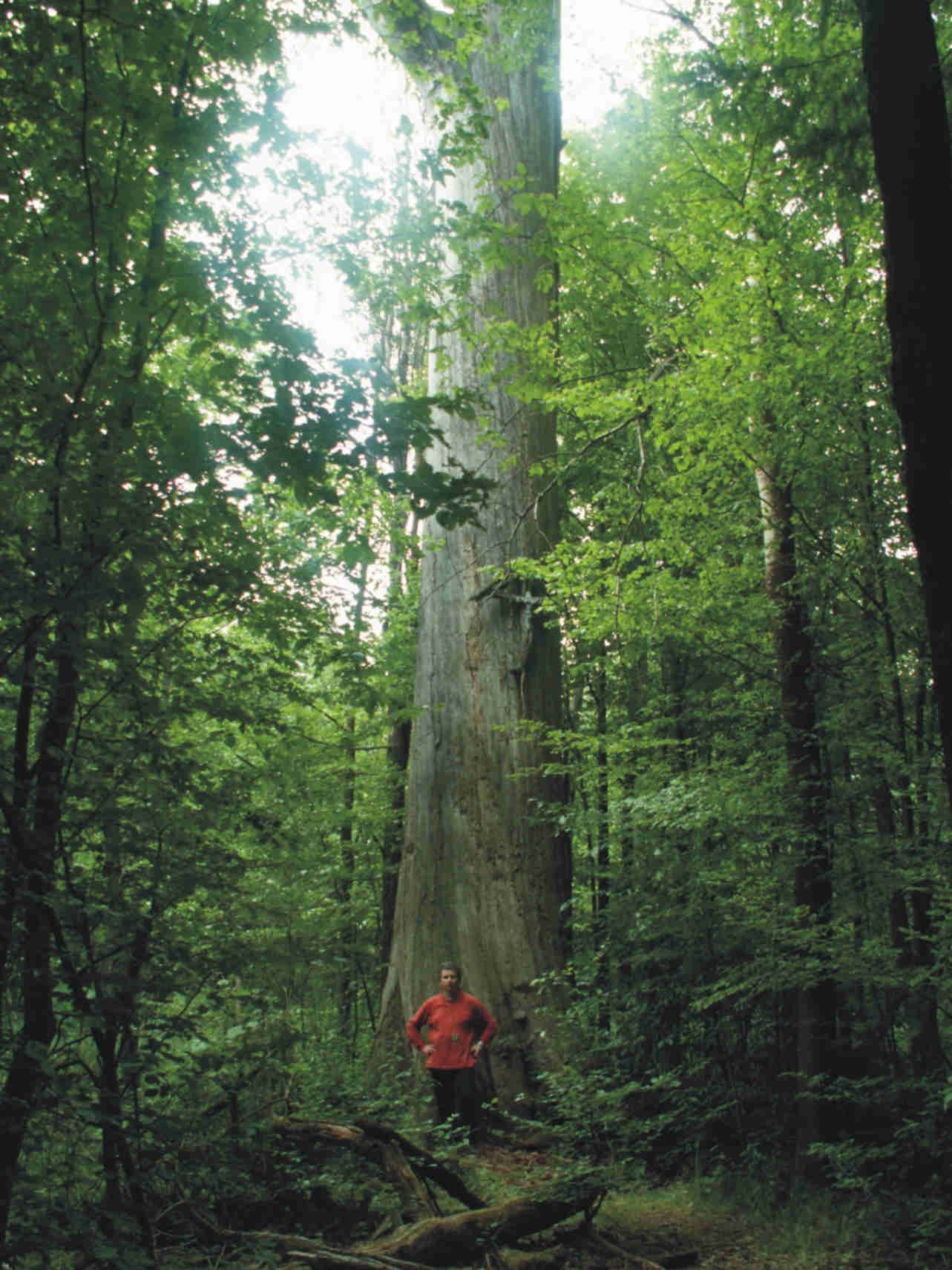
Польский Царь-дуб. Беловежская пуща, кв. 513А

Дуб с таким же именем находится в Польше (Беловежская пуща, кв. 513А). Высота составляет 43 метра. Его возраст оценивается в 450-500 лет. Диаметр ствола достигает 220 сантиметров. Был поражён молнией в 1984 году.

## Другие дубы с таким именем
- Царь-дуб в деревне Тадулино (Лепельский район, Витебская область), возраст 400 лет.
- Царь-дуб в Волковском лесничестве, возраст 500 лет[3].
- Запорожский «Царь-дуб» (более 700 лет).
- Семиствольный дуб в селе Новотомниково, Моршанского района, Тамбовской области.